# Gang Olsena (zespół muzyczny)
Gang Olsena – polski zespół muzyczny założony w 1988 roku w Rudzie Śląskiej. Występuje w bigbandowym składzie 8 do 13 muzyków, a od 2012 roku również jako akustyczne trio. W swojej muzyce łączy blues, soul, funky, rock'n'roll oraz rhythm & blues. Gang Olsena występował na wielu prestiżowych festiwalach, takich jak Rawa Blues w Katowicach, Jarocin, Rock Noc w Opolu czy Przystanek Woodstock. W 2019 roku, na scenie Radia Katowice zespół obchodził 30-lecie swojej działalności muzycznej.

## Historia zespołu
Gang Olsena powstał w 1988 roku w klubie Pulsar w Rudzie Śląskiej z połączenia grup Big Tu Tu, Dinx Band i Lean Back. Założycielami byli Janusz Wykpisz (wokal), Andrzej Gąszczyk (wokal), Bogdan Simiński (gitary), Janusz Frychel (gitara basowa), Janusz Borzucki (instrumenty klawiszowe), Zbigniew Szczerbiński (perkusja), Adam Gromada (saksofon) i Marek Firek (harmonijka ustna). Inspiracją dla powstania zespołu była muzyka Blues Brothers, Jamesa Browna i Lynyrd Skynyrd. Gang Olsena zadebiutował zdobywając pierwsze miejsce na Młodzieżowych Spotkaniach Muzycznych w Chojnowie. 
W 1989 roku Gang Olsena zwyciężył w eliminacjach Rawa Blues Festival i wystąpił na głównej scenie festiwalowej w katowickim Spodku. Na Rawa Blues zespół występował jeszcze kilkakrotnie w latach 1991-1998. W 1990 roku Gang Olsena zdobył wyróżnienie na XXI Festiwalu w Jarocinie, a w 1991 roku zespół wystąpił na koncercie Rock Noc w ramach XXVIII Festiwalu Polskiej Piosenki w Opolu. 
Pierwszy album Gangu Olsena o tytule GO! ukazał się w 1991 roku i zawierał jeden z największych przebojów zespołu, piosenkę Białe Myszy, Dzikie Koty. Trafiła ona między innymi do Antologii Polskiego Bluesa pod patronatem Programu III Polskiego Radia (2008) oraz do drugiej części antologii Polski Top Wszech Czasów wydanej przez Polskie Radio (2011). W 1994 roku ukazał się drugi album zespołu zatytułowany Dzika Wolność.

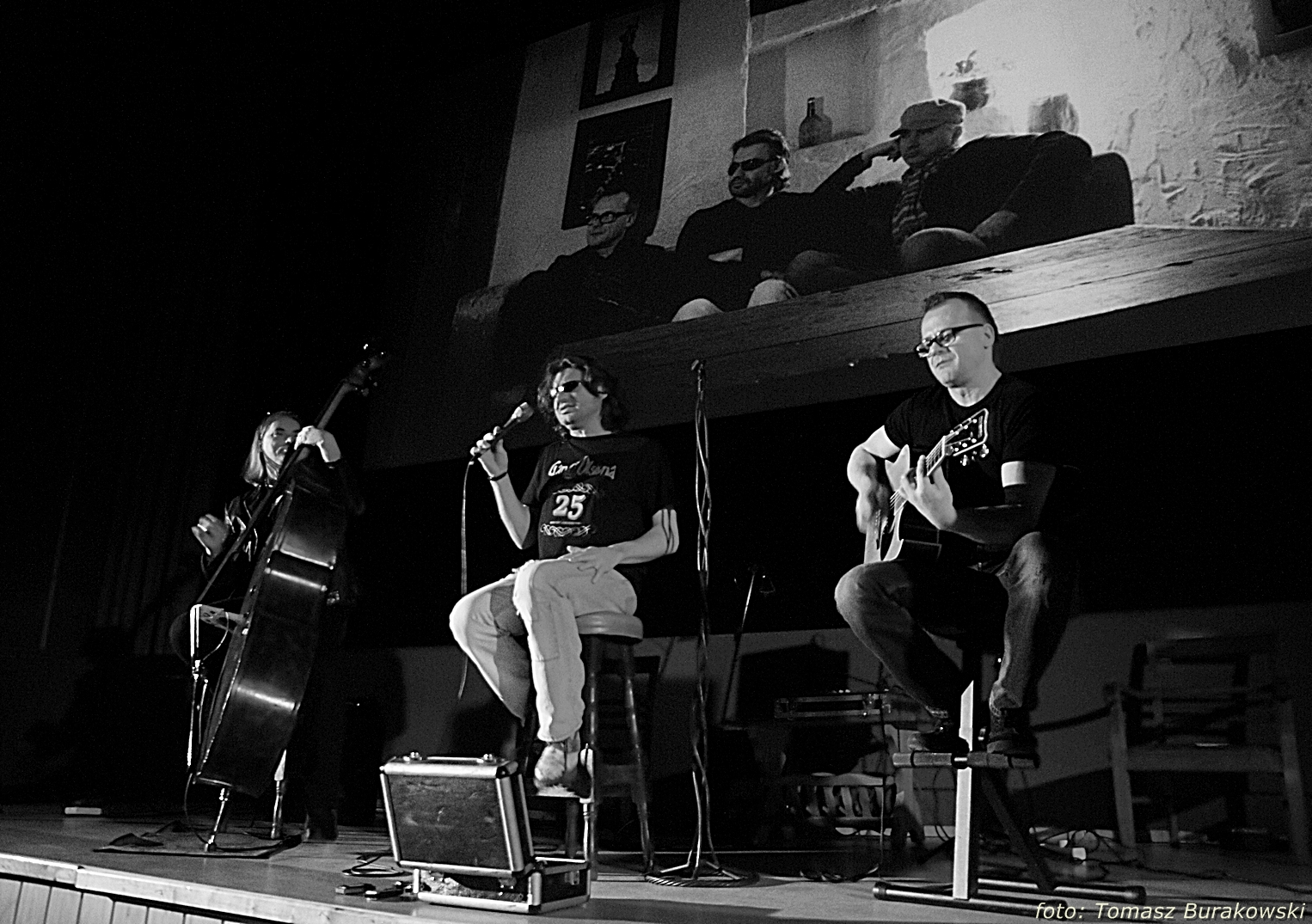
Gang Olsena Acoustic Trio 2013

W latach 1995-2001 oraz 2007 Gang Olsena występował na największym polskim festiwalu rockowym Przystanek Woodstock organizowanym przez Jurka Owsiaka (od 2018 Pol'and'Rock Festival). W 1997 roku podczas III Przystanku Woodstock zespół został zwycięzcą Złotego Bączka. Nagrania z koncertów Gangu Olsena zostały ujęte w dwóch albumach: Przystanek Woodstock ’96 (Polskie Nagrania, 1997) oraz Miłość Przyjaźń – muzyka 1992 – 1999 (Pomaton EMI, 1999). Występ Gangu Olsena z 1995 roku znalazł się w filmie Radosława Piwowarskiego o tytule Autoportret z kochanką. W latach 1993-2017 zespół wielokrotnie występował charytatywnie na koncertach w ramach finałów Wielkiej Orkiestry Świątecznej Pomocy Jurka Owsiaka.
Od 1997 do 1998 roku Gang Olsena współpracował z autorką wielu niezapomnianych polskich przebojów Katarzyną Gaertner oraz ikoną big beatu Karin Stanek. Katarzyna Gaertner skomponowała dla zespołu piosenkę Mój Honky Tonk Blues, która weszła na stałe do repertuaru Gangu Olsena i znalazła się na płycie Raycowny Rhythm & Blues (2000). W 2002 roku miała miejsce premiera filmu Eucalyptus w reżyserii Marcina Krzyształowicza, w którym tytułową piosenkę napisał i wykonał Gang Olsena. W latach 2002 – 2004 zespół współpracował z Krzysztofem Krawczykiem, z którym odbył liczne wspólne trasy koncertowe. Krzysztof Krawczyk wystąpił również gościnnie na płycie Disco & Blues (2004). 

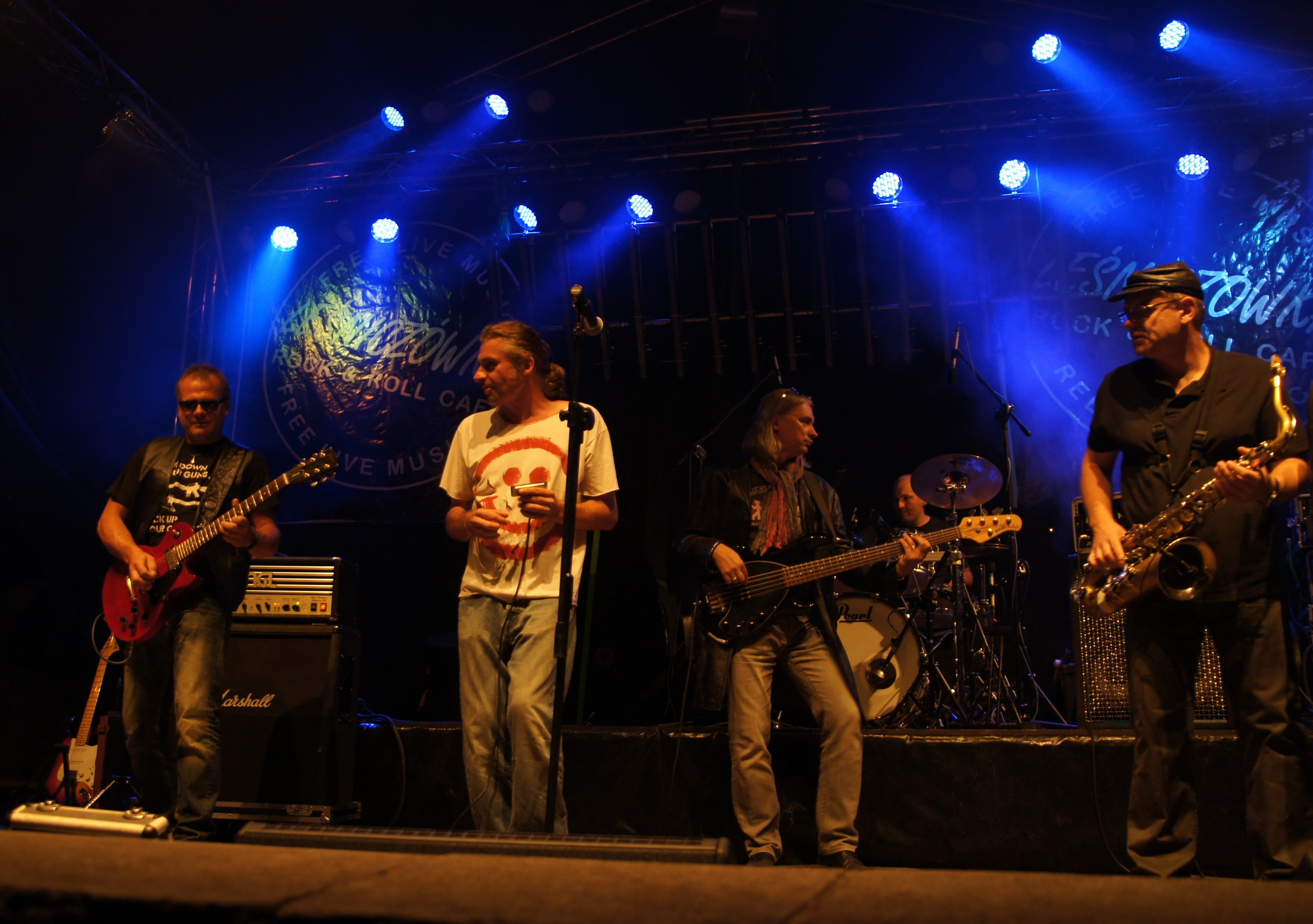
Gang Olsena Chorzów 2013

W 2006 roku Gang Olsena wydał koncertowy album Live nagrany podczas festiwalu Satyrblues w Tarnobrzegu 18 września 2004 roku. Koncert z okazji 20-lecia istnienia zespołu odbył się 10 czerwca 2007 w Rudzie Śląskiej z udziałem Rudzkiej Orkiestry Kameralnej. W 2009 roku ukazała się biografia zespołu autorstwa Roberta Dłucika zatytułowana Dzika wolność: dwie dekady Gangu Olsena. Koncert jubileuszowy z okazji 25-lecia działalności zespołu odbył się 21 marca 2013 w Rudzie Śląskiej. Podczas obchodów premierę miał film dokumentalny o historii Gangu Olsena pod tytułem Kilka Chwil w reżyserii Krzysztofa Palińskiego.
Swoje 30-lecie Gang Olsena obchodził 28 września 2019 występując w oryginalnym składzie z 1988 roku w Studiu Koncertowym Radia Katowice im. Jerzego Haralda. Koncert został zarejestrowany i wydany w postaci płyty Gang Olsena – 30 lat na scenie, live in Radio Katowice w 2021 roku.

## Skład zespołu Gang Olsena

### Pierwszy skład zespołu[1]:
- Janusz (Estep) Wykpisz – wokal
- Andrzej (Papa Gonzo) Gąszczyk – wokal
- Janusz Frychel – gitara basowa
- Bogdan (Bodzio) Simiński – gitary
- Adam (Egon) Gromada – saksofon
- Janusz Borzucki – instrumenty klawiszowe
- Zbigniew Szczerbiński – perkusja
- Marek Firek – harmonijka ustna

### Obecny skład zespołu[37][38]:
- Andrzej (Papa Gonzo) Gąszczyk – wokal, harmonijka
- Janusz Frychel – gitara basowa
- Bogdan (Bodzio) Simiński – gitara
- Adam (Egon) Gromada – saksofon
- Jacek Kafka - instrumenty klawiszowe
- Grzegorz Krzykawski – perkusja
- Konstanty Janiak – puzon
- Klaudiusz Kłosek – trąbka

### Gang Olsena Acoustic Trio[3]:
- Andrzej (Papa Gonzo) Gąszczyk  - wokal, harmonijka,
- Janusz Frychel - kontrabas, gitara basowa, wokal
- Bogdan (Bob Sim) Simiński - gitara akustyczna,

### Wybrani byli członkowie zespołu[1][8][14]:
- Janusz (Estep) Wykpisz - wokal
- Janusz Borzucki – instrumenty klawiszowe
- Zbigniew Szczerbiński – perkusja
- Marek Firek – harmonijka ustna
- Dominik Mietła – trąbka
- Michał Kresimon – saksofon
- Marek Kierzek - saksofon
- Jarosław Podhorski - trąbka
- Marek Łukaszczyk - puzon
- Adam Lomania - instrumenty klawiszowe
- Sebastian Sołdrzyński - trąbka
- Tomasz Kwiatkowski – perkusja
- Marek Burzyński – trąbka
- Jakub Moroń – puzon
- Arkadiusz Kuś – perkusja
- Jacek Kafka – instrumenty klawiszowe

## Dyskografia

### Albumy studyjne i koncertowe[39][36][40][41]:
- Go! (1992)
- Dzika Wolność (1994)
- Raycowny Rhythm & Blues (2000)
- Disco & Blues (2004)
- Live - Satyrblues 2004 (2006)
- 30 lat na scenie, live in Radio Katowice (2021)

### Ważniejsze kompilacje[42][1][11][12]:
- Przystanek Woodstock '96 (1997)
- Przeboje Polskiego Rocka Vol.8 (1998)
- Antologia Polskiego Bluesa (2008)
- Polski Top Wszech Czasów vol. 2 (2011)
- Śląskie Legendy Sceny (2014)